# Reineke Mörner
Reineke Mörner (um 1350) war ein Vogt in der Neumark.

## Leben
Reineke Mörner war ein Bruder des Geistlichen Dietrich Mörner und der Vögte Otto Mörner und Heinrich Mörner. Wie die letztgenannten zeichnete er sich im Krieg gegen den falschen Woldemar aus und erhielt im November 1348 zusammen mit seinen Brüdern sowie Johann von Wedel, Henning von Uchtenhagen und Arnold (II) von Uchtenhagen die Distriktsvogtei im Bereich der Ortschaften Königsberg, Soldin, Schönfließ, Lippehne, Bärwalde und Mohrin. Er übte die Vogtei aus, bis Ruleke von Liebenthal durch Markgraf Ludwig den Römer 1352 zum Nachfolger ernannt wurde.
Markgraf Ludwig der Ältere belehnte Reineke Mörner gemeinsam mit seinen Brüdern 1349 mit den Dörfern Ortwig, Mädewitz bei Wriezen, Neutrebbin im Oderbruch und Kriescht im Land Sternberg. Am Ende seiner Regierung in der Neumark verlieh er ihnen und ihren Vettern die gesamt Hand über diese Dörfer sowie über Klossow, Mohrin, Stolzendorf, Berneuchen und Oderberg. Unter Markgraf Otto VIII. errichtete er in Stolzendorf bei Mohrin zusammen mit seinem Bruder Otto sowie mit Henning Plötze, Henning Güstebiese und einem Angehörigen der Familie Elsholt die Burg Stolzenburg. 